# Besittning
För besittning (koloni), se koloni.
Besittning är en juridisk term för faktisk rådighet över saker eller rättigheter, det vill säga att man har kontroll över saken eller rättigheten, oavsett om rådigheten är rättmätig. Besittningen ger vissa rättigheter, såsom rättsligt skydd mot att någon egenmäktigt försöker störa besittningen. Den som har något i sin besittning har i många fall en bättre rätt än andra när det är en tvist om äganderätten till något, till exempel vid tvesala eller vid utmätning. Vem som har något i sin besittning är också en viktig fråga vid köparens eller säljarens konkurs för att avgöra om köparens eller säljarens borgenärer har bättre rätt till saken eller rättigheten, se traditionsprincipen. 
Vad som skapar besittning skiljer sig mellan olika föremål och situationer. Om någons låsta bil står på gatan räknas den normalt som i besittning av den som har kontroll över nyckeln, men om samma persons armbandsur ligger på gatan är det normalt inte så.  